# Medalla de vuelo distinguido
El Medalla de Vuelo Distinguido (DFM en inglés) fue (hasta 1993) una condecoración militar otorgado al personal de la RAF y a los demás servicios británicos, y anteriormente también al personal de otros países de la Commonwealth, por debajo del rango de comisionado.
Era la equivalente a la Distinguida Flying Cross para la tropa. El beneficiario de la Medalla de Vuelo Distinguido tiene derecho a utilizar el puesto nominal letras "DFM". En 1993, la DFM se interrumpió y, desde entonces, el Cruz de Vuelo Distinguido ha sido otorgado al personal de todos los grados.
Durante la Gran Guerra, aproximadamente 105 DFM se adjudicaron, y 2 tenían una barra. Durante la Segunda Guerra Mundial, se otorgaron 6637 DFM, y 60 tenían una barra. Unas 165 se otorgaron a las tripulaciones de otros países que no integraban la Commonwealth.
Una segunda barra para la DFM fue otorgado únicamente al Sargento de vuelo Donald Ernest Kingaby en noviembre de 1941.	

## Descripción
| Barras de la cinta de la Medalla de Vuelo Distinguido | Barras de la cinta de la Medalla de Vuelo Distinguido | Barras de la cinta de la Medalla de Vuelo Distinguido | Barras de la cinta de la Medalla de Vuelo Distinguido |
|                                                       | DFM                                                   | DFM y una barra                                       |                                                       |
| ----------------------------------------------------- | ----------------------------------------------------- | ----------------------------------------------------- | ----------------------------------------------------- |
| 1918–1919                                             |                                                       |                                                       |                                                       |
| 1919–1993                                             |                                                       |                                                       |                                                       |

- Una medalla de plata, de forma ovalada, de 35 mm de ancho y 41 mm de largo. En el anverso muestra una efigie del soberano reinante con la cabeza descubierta.
- En el reverso se muestra a Atenea Niké sentada en un avión, un halcón sale de su brazo derecho por encima de las palabras de "valor", todo dentro de una corona de laurel.
- La cinta es de 32 mm de ancho, y consiste en franjas alternadas de color blanco y violeta inclinado 45 grados a la izquierda. Una banda violeta aparece en la parte inferior izquierda y superior derecha en las esquinas. Hasta 1919, las rayas eran horizontales.